# Idol Mahjong: Final Romance 2
Idol Mahjong: Final Romance 2 est un jeu vidéo de mah-jong développé par Video System et édité par SNK en avril 1995 sur borne d'arcade en version PCB, et en août 1995 sur Neo-Geo CD (NGM 098),,. Le jeu a également été porté sur Saturn et 3DO. Une version prototype du jeu est également sortie au format Neo-Geo MVS en 2004.

## Série
1. Idol-Mahjong: Final Romance (1991)
2. Taisen Idol-Mahjong: Final Romance 2 (1995)
3. Taisen Mahjong: Final Romance R (1995)
4. Taisen Mahjong: Final Romance 4 (1998)